# Kemna (Barmen)
Kemna war einer der mittelalterlichen Barmer Ursprungshöfe auf dem Gebiet der heutigen bergischen Großstadt Wuppertal.

## Lage und Beschreibung
Der Hof befand sich im Mündungsbereich des Schwarzbachs im heutigen Wohnquartier Oberbarmen-Schwarzbach. Im Gegensatz zu der Mehrzahl der mittelalterlichen Barmer Ursprungshöfe hat sich Kemna nicht unter dem ursprünglichen Namen als heutige Ortslage erhalten. Die alte Hofstelle ist heute Teil der dichten innerstädtischen Gewerbe- und Wohnbebauung im Bereich nördlich des Oberbarmer Bahnhofs.
Kemna ist nicht mit den heutigen Wuppertaler Ortsteil Kemna an der Wupper flussaufwärts im Stadtbezirk Langerfeld-Beyenburg zu verwechseln, in dem das frühe KZ Kemna bestand.

## Geschichte
Die früheste Erwähnung Kemna als Ridderhoff to Kimnah stammt aus Handelsbüchern zweier Klöster in Brabant des 13. Jahrhunderts. Kemna war ein Sattelgut, das von einem Ritterbürtigen besessen wurde. Dieser hatte keine Abgaben zu leisten, dafür aber mit bereitgestellten Pferden und bewaffneten Reitern die Heeresfolge zu leisten. 
Die nächste Erwähnung fand in der Beyenburger Amtsrechnung (Abrechnung des Rentmeisters an die Bergisch-herzogliche Kameralverwaltung) des Jahres 1466 statt. Allerdings war der Hof aufgrund seines Status als Sattelgut dem Amt gegenüber abgabenbefreit. Für das uneingeschränkte Fischereirecht in der Wupper hatte der Hof allerdings jährlich 52 Körbe mit Fisch an das Amt abzuliefern.
Der Hof gehörte weder dem bergischen noch dem märkischen Höfeverband an und war daher auch nicht deren Gerichtsherrschaft bei der niederen Gerichtsbarkeit unterstellt und in deren Hofesrollen aufgelistet. Territorial lag das Gebiet um Kemna von 1324 bis 1420 im märkischen Kirchspiel und Gogerichtsbezirk Schwelm und ging danach an das bergische Amt Beyenburg über, wo es Teil der Barmer Bauerschaft wurde.